# Аналитична юриспруденция
Аналитична юриспруденция е правна теория, която извлича ресурси от модерната аналитична философия, за да се опита да разбере природата, същността на правото.
Тъй като границите на самата аналитична философия са в някакъв смисъл трудноопределими, в действителност е сложно да се определи и самата аналитична юриспруденция. Х. Л. А. Харт е може би най-влиятелният автор в модерната школа на аналитичната юриспруденция, макар че нейната история датира поне от Джеръми Бентам.
Аналитична юриспруденция не трябва да се бърка с правния формализъм (идеята, че правното мислене е, или може да се моделира като механичен, алгоритмичен процес). В действителност именно аналитичните юристи първи посочват, че правния формализъм е фундаментално объркан като теория на правото.
Аналитичната или обяснителната, изяснителната (clarificatory) юриспруденция използва неутралната гледна точка и дескриптивния език, когато се отнася до аспектите на правните системи. Това е развитие в областта на философията, което отрича това, което в школата на естественото право резултира в смесване на това какво закона е, и какво трябва да бъде.
Най-важните въпроси за аналитичната юриспруденция са:
1. „Какво са законите?“;
2. „Какво е правото?“;
3. „Какво е отношението между правото и властта/социологията?“ и
4. „Какво е отношението между правото и моралността?“

Правният позитивизъм е доминантната теория, макар че има растящ брой критици, които предлагат собствени интерпретации.